# Julien Benneteau
Julien Benneteau (født 20. december 1981 i Bourg-en-Bresse, Frankrig) er en fransk tennisspiller, der blev professionel i år 2000. Han har (pr. januar 2018) vundet 12 ATP-doubleturneringer. 
Han vandt OL-bronze i herrenes doubleturnering i forbindelse med de olympiske tennisturneringer i 2012 i London. 

## Grand Slam
Hans bedste præstation i single i Grand Slam-sammenhæng kom ved French Open i 2006, hvor han nåede helt frem til turneringens kvartfinaler. I double vandt han French Open i 2014 sammen med Édouard Roger-Vasselin.